# John Diva & The Rockets of Love
John Diva & The Rockets of Love ist eine 2009 gegründete Glam-Metal-Band.

## Bandgeschichte (laut eigener Website)
Laut der eigenen fiktiven Biographie wuchs Bandgründer John Diva in San Diego auf. An der dortigen  High School traf er den aus Tijuana stammenden J. J. Love, der ihn mit der Musik der Scorpions bekannt machte, die sie beide stark beeinflusste. Während John Diva nach der High School in einem deutschen Restaurant in San Diego arbeitete, traf er dort Vince Neil von der Band Mötley Crüe, dem er ein selbst komponiertes Lied vorsang, woraufhin Vince Neil ihn zwecks Aufnahme dieses und weiterer Songs an sein Management verwies. Fortan spielte John Diva Songs ein und war auch für bekannte Bands und Musiker tätig. 
Mit dem Aufkommen von Grunge war der von Diva präferierte Rock ’n’ Roll nicht mehr so gefragt. Dennoch konnte John Diva zunächst als Songwriter unter anderem für Jon Bon Jovi weiter aktiv bleiben. Als die Einnahmen aus dieser Tätigkeit sanken, beschloss John Diva, selbst eine Band zu gründen, mit der er Rock ’n’ Roll spielen wollte. Zusammen mit den Gitarristen J. J. Love und Snake Rocket sowie dem Schlagzeuger Lee Stingray Jr. gründete John Diva am Ende des Jahres 2008 die Band Rockets of Love. Da es kaum möglich war, in den Vereinigten Staaten Auftritte zu bekommen, versuchte die Band ihr Glück in Europa.

## Live-Auftritte und Alben
Ab 2013 wurde die Band mit Live-Auftritten populär, bei denen sie klassische Rocksongs coverten, unter anderem  auf dem Wacken Open Air. Das erste Album der Band erschien im Februar 2019 bei der Plattenfirma SPV / Steamhammer und trägt den Titel Mama Said Rock Is Dead. Dem voraus ging die Single Lolita, eine Hommage an David Lee Roth, die im November 2018 veröffentlicht wurde. Das Album wurde in Motril in den Gismo7-Studios sowie in Greven im Kidroom Studio und in den Principal Studios in Senden aufgenommen. Produziert, gemischt und gemastert wurde es von Michael Voss, Creative Supervisor war Chris von Rohr. Laut John Diva ist das Album seiner Mutter gewidmet, aber auch eine Erinnerung an verstorbene Musiker wie Jimi Hendrix, Jim Morrison, Lemmy Kilmister und David Bowie.

“It’s about a few things, but mostly it’s about my mother. It’s about fighting for her, and it’s also a farewell to all the big ones who passed away, from Hendrix to Morrison to Lemmy to Bowie, who are sadly no longer with us but who each took the time to pass their torch to me, which is a responsibility that John Diva takes very seriously.”

„Es geht um ein paar Dinge, aber hauptsächlich geht es um meine Mutter. Es geht darum, für sie zu kämpfen, und es ist auch ein Abschied von all den Größen, die gestorben sind, von Hendrix über Morrison und Lemmy bis Bowie, die leider nicht mehr bei uns sind, sich aber alle die Zeit genommen haben, ihre Fackel an mich weiterzugeben, diese Verantwortung nimmt John Diva sehr ernst“

„Wir finden, dass es an der Zeit war, das Genre mit frischem Blut und neuen Hits ein wenig wiederzubeleben. Diese Songs saßen offensichtlich seit den späten Achtzigern in unseren Herzen fest, wir wussten es nur noch nicht. Als wir uns dann im Sommer 2017 für eine erste Songwriting-Session trafen, sprudelte es nur so aus uns raus. „Mama Said Rock Is Dead“ ist eine funkelnde, glamouröse Psycho-Therapie.“

Das Album erreichte im Februar 2019 Platz 24 der deutschen Musikcharts. Begleitend zum Album ging die Band im Vorprogramm von Kissin’ Dynamite im Frühjahr 2019 auf Tour und spielte von Oktober bis Dezember 2019 die eigene Mama Said Rock Is Dead-Tour mit 14 Terminen in Deutschland.
Das zweite Album American Amadeus wurde im Januar 2021 veröffentlicht. An diesem Album haben im Gegensatz zum Erstlingswerk nicht nur die Musiker der Band mitgearbeitet, sondern auch Sänger und Songschreiber Johannes (Hannes) Braun (Kissin’ Dynamite), der an den Songs Bling Bling Marilyn, American Amadeus, Voodoo Sex & Vampires und Wasted (In Babylon) beteiligt war hat. Produzent Michael Voss hat an Champagne On Mars und This Is Rock'N'Roll mitgearbeitet und bei Voodoo Sex & Vampires das Banjo beigesteuert. 
Die dazugehörige Tour wurde wegen der COVID-19-Pandemie mehrmals verschoben und fand im Oktober und November 2021 sowie mit weiteren Einzelterminen im Januar und Mai 2022 statt. Die Single God Made Radio erschien im September 2022 als Vorabauskopplung aus dem kommenden Album. Das dazugehörige Video war im August in der Halbzeitpause des European-League-of-Football-Spiels Rhein Fire gegen Frankfurt Galaxy in der Schauinsland-Reisen-Arena in Duisburg gedreht worden. Im März 2023 erschien das Album mit dem Titel The Big Easy. Bereits im Dezember 2022 war mit dem Titelsong The Big Easy die zweite Single veröffentlicht worden.

## Diskografie

### Alben
| Jahr | Titel Musiklabel                         | Höchstplatzierung, Gesamtwochen, AuszeichnungChartsChartplatzierungen (Jahr, Titel, Musiklabel, Platzierungen, Wochen, Auszeichnungen, Anmerkungen) | Anmerkungen                           |
| Jahr | Titel Musiklabel                         | DE | Anmerkungen                           |
| ---- | ---------------------------------------- | --- | ------------------------------------- |
| 2019 | Mama Said Rock Is Dead SPV / Steamhammer | DE24 (1 Wo.)DE | Erstveröffentlichung: 8. Februar 2019 |
| 2021 | American Amadeus SPV / Steamhammer       | DE40 (1 Wo.)DE | Erstveröffentlichung: 15. Januar 2021 |
| 2023 | The Big Easy SPV / Steamhammer           | DE60 (1 Wo.)DE | Erstveröffentlichung: 17. März 2023   |

## Deutschland-Tourneen
- Viva La Diva-Tour (2017–2018)
- Europe in Ecstasy-Tour als Vorband von Kissin’ Dynamite (2019)
- Mama Said Rock Is Dead-Tour (2019)
- American Amadeus-Tour (2020–2022)
- The Big Easy-Tour (2023)
- The Big Easy Reloaded-Tour (2024)